# セキュリティポリス

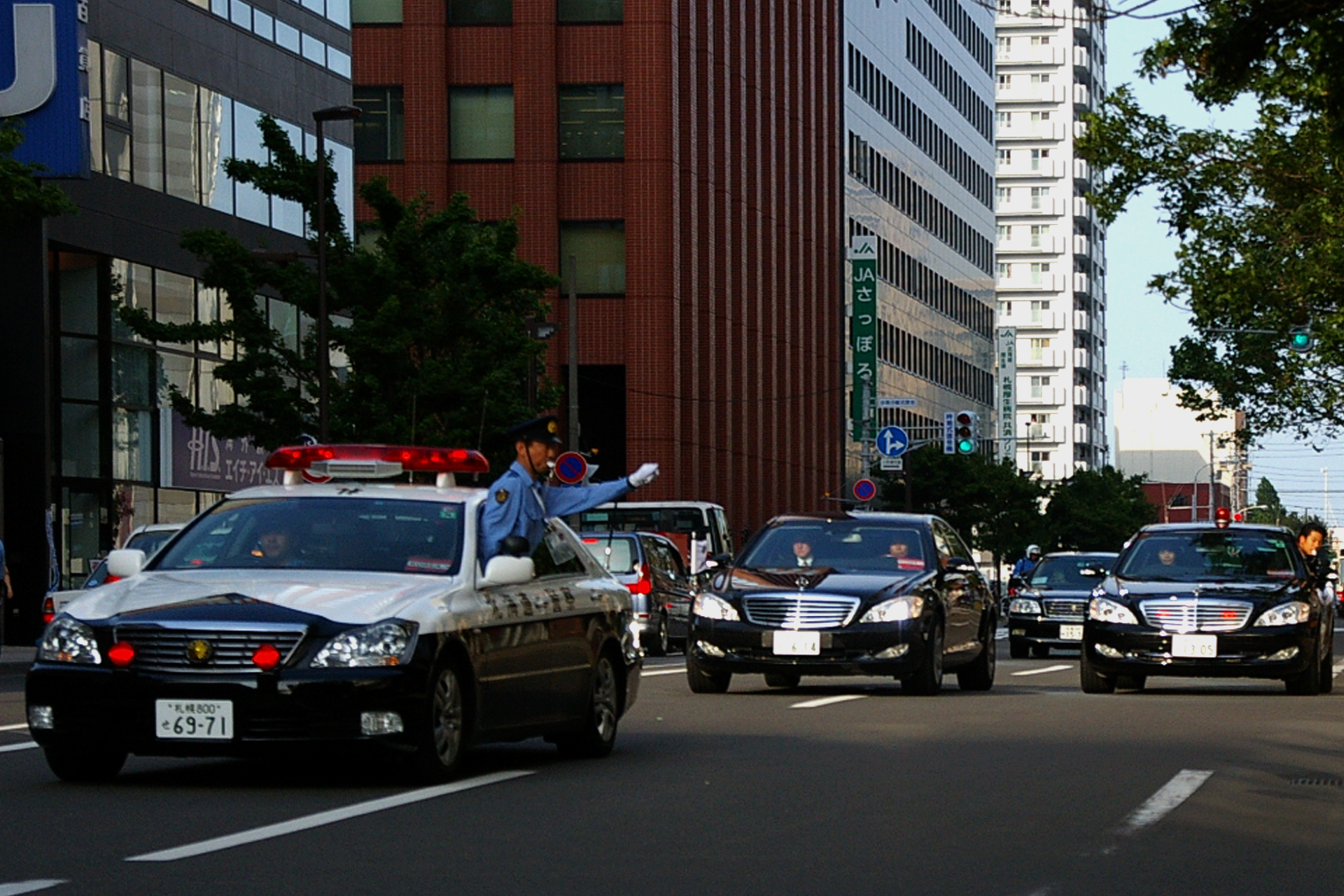
日本における要人の車列警護

セキュリティポリス（英語: Security Police、略称: SP）とは、警視庁警備部の警護課および同課員の別称。また一般には、その他に要人警護任務に専従する警察官を広くSPと俗称する場合や、類似する業務（第四号警備業務）にあたる民間企業の警備員を「民間SP」と俗称する場合もある。

## 概要

### 創設
1975年（昭和50年）、元総理大臣佐藤栄作国民葬会場（東京都・日本武道館）において内閣総理大臣三木武夫が大日本愛国党の党員に襲撃され、殴打されて負傷した事件（三木首相殴打事件）がきっかけで創設された。それまでの警護はできるだけ目立たないように要人に寄り添う形であったが、SPはその存在を明らかにして襲撃の抑止をはかるものとなった。
前年の1974年（昭和49年）、アメリカ合衆国大統領ジェラルド・R・フォードが来日した際、シークレットサービス（USSS）の警護方式が警視庁警備部幹部に強い印象を残していた。シークレットサービスは大統領を取り囲むように固め、素早く拳銃を抜けるよう背広のボタンを外すなど、合理的で目立つ警護を実施していた。
セキュリティポリスはシークレットサービスを参考に訓練された。略称「SP」はシークレットサービスの略称「SS」に倣った。本来英語で「Security Police」は「公安警察」を意味する。

### 職務内容

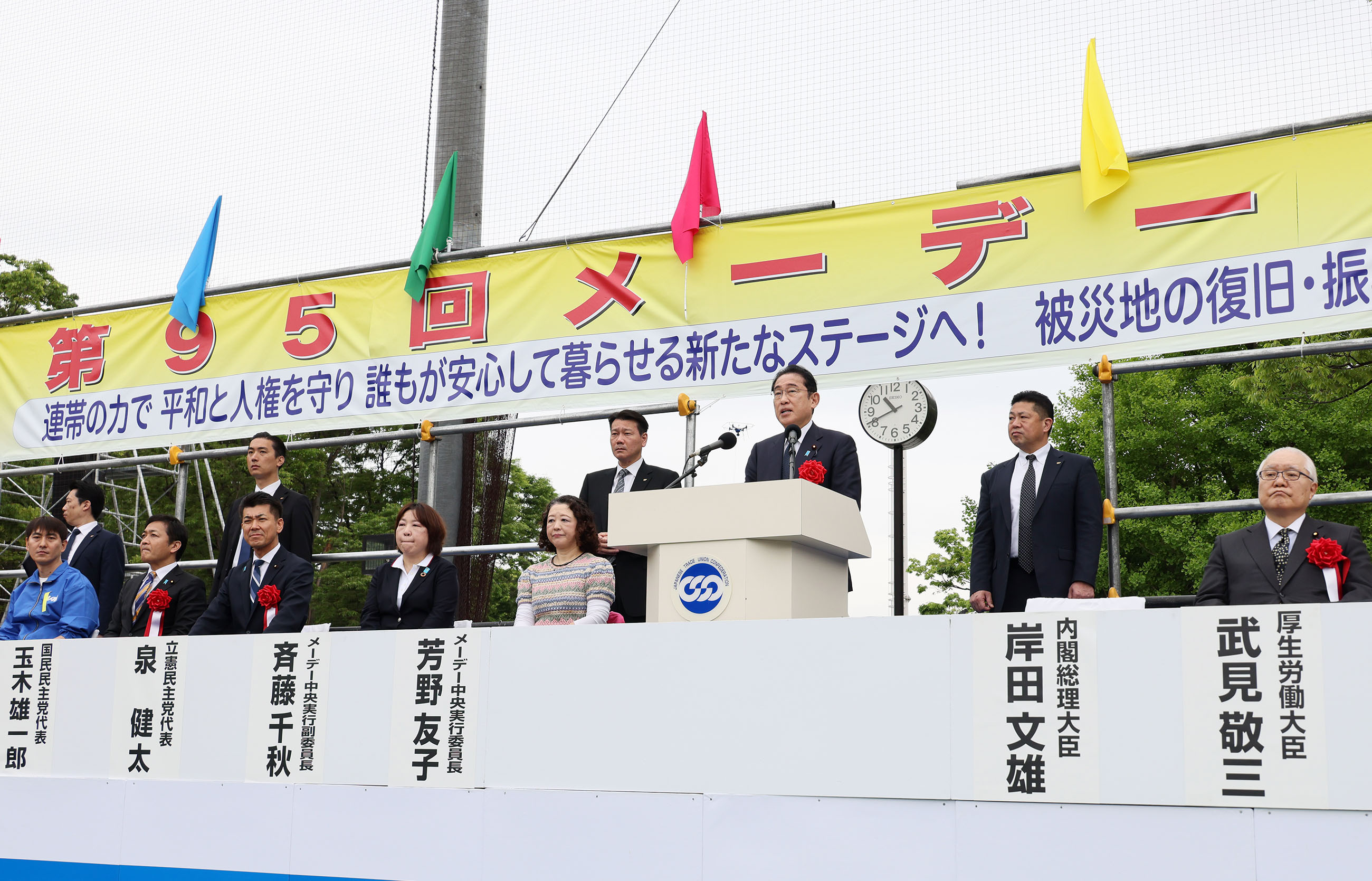
政党代表らの背後で警護を行うSP

国会に議席を有する各政党の代表者や各国から来日する要人等、法律によって規定された警護対象者が自宅を出てから帰宅するまでの、身辺警護が専門職務であり、犯罪捜査・地域警戒・交通取締などはその職務外である。なお、警視庁以外の警察本部にも警護担当部署は存在しており、例えば大阪府警と京都府警では警衛警護課が、神奈川県警などでは公安第二課が警護担当部署である。その他の小規模警察本部になると、『警備部警備課警衛警護係』として少人数の専従員が編制されている。例えば内閣総理大臣が東京都から地方へ視察等に行く場合、近接警護を警視庁の警護第一係が行い、車列警護と近接警護以外の後方支援を地元県警の警護担当部署が行うといった分担がなされる。それでも人手が足りない場合は、機動隊や他部署からの応援をもらうが、そういった応援部隊は後方支援に回る。
天皇・皇族の身辺警護（護衛）に関しては、警察庁の附属機関である皇宮警察本部所属の皇宮護衛官のうち護衛専従の侍衛官が専属で行う（警視庁警備部にも警衛課は存在するが、周辺警備のみで身辺警護は行わない）。警視庁警備部警衛課および各警察本部の警察官は地方公務などの際に皇宮護衛官の後方支援を行う。「行幸啓」や「お成り」の場合は、警視総監、道府県警察本部長は制服に拳銃を帯びて随従するのが慣例となっている。

### 警視庁警備部警護課の編制
- 警護管理係（庶務担当）
- 警護第1係（内閣総理大臣担当）
- 警護第2係（国務大臣担当）
- 警護第3係（外国要人・機動警護担当）
- 警護第4係（東京都知事・政党要人担当）
- 総理大臣官邸警備隊 ※総理大臣官邸の施設警備を行う部隊で身辺警護は行わない為、SPではない。

## 資格・技能

### 資格条件
身長173cm以上、柔道又は剣道、合気道3段以上、拳銃射撃上級、英会話ができることなど、一定の条件を満たした警察官であることが必須条件とされる。SPとしての適性を認められた警察官の中で、部署の上司などから推薦を受けた者は、候補者として警察学校等の警察施設で3ヶ月間の特殊な訓練を受ける。これらの厳しい競争を勝ち抜いた優秀な候補者の中からさらに選ばれた者だけがSPに任命される。総理大臣官邸には警備を専門に行う警察官（総理大臣官邸警備隊）が配置されるが、あくまでも総理大臣官邸という施設の警備を行うのみでSPの行う身辺警護とはまったく異なる。なお、SPの内閣総理大臣担当の部署である警護第一係と総理大臣官邸警備隊は同じ警視庁警備部警護課に属しており、両者は人事交流を行っていて総理大臣官邸警備隊からSPが選抜されるケースもある。
逮捕術、格闘術、射撃技能（25メートル先の直径10センチの的に、拳銃で10秒以内に5発以上―一般に日本の警察なら銃は口径9ミリ・6発なので全弾を制限時間内に―命中させられる事）、不審者を相手より先に発見するための目配りを怠らない強靭な体力・精神力が求められる。また、パトカーの運転テクニック、同僚との協調性、自制心、自己管理能力、法令遵守の精神、VIPを接遇する礼儀作法、そして極限状態に陥ったならば犯人が振りかざす凶器や銃口の動線を目標に体当たりの突撃を敢行して、文字通り人間の盾となり受傷、最悪の場合は殉職する自己犠牲の精神、すなわち人間性が問われる職種である。そのため、警察官の中でもとりわけ、それらの条件に該当した者のみが任命される。

### 射撃について
銃器・射撃に関しての技術は、一般の警察官に比べ優秀である。SPは、一般の警察官の射撃レベルをはるかに超える、とされている。ドラマや小説の影響で、私服警察官（いわゆる「刑事」）も射撃に長けていると思われがちだが、実際にはその技量でSPに並ぶものは多くなく、刑事部の機動捜査隊、SITなどを除き、制服警察官との間に大差は無い。1986年3月13日に赤坂迎賓館で行われた公開訓練では、近距離であれば、小銃で武装した犯人に対しても拳銃で対応する様が展示された。
しかし、射撃訓練に、SWATやシークレットサービスが行うようなプログラムが導入されているかは定かではなく、一部の報道機関のニュース映像によれば、一般の警察官と同じく、自らは移動せず、射撃の素早さと精密さを鍛える訓練が主とのことである。一方で、同じ警備部に属する特殊部隊（SAT）は、射撃訓練において「実際の銃撃戦」を想定したプログラム(CQB)等を訓練に取り入れている。

### 性別について
一般的に、SPは男性ばかりだと思われがちだが、女性の対象者を警護する必要もあることから、全体の2パーセント程度は女性で構成される。ただし、母数自体が小さいため、その数は非常に少なく、対象者が女性である場合も警護にあたるSPの大多数は男性で、女性SPは対象者に最も近い場所に寄り添う1〜2名程度である。女性警察官の全体に対する割合は3割を超えているが、女性SPの全体に対する割合が小さいのは、SP選抜過程における男女の体力・体格差が影響していると思われる。

## 服装と所作
“SP”の文字をデザイン化した銀色と原色のツートーンのバッジ（警視庁警護員記章と呼ばれ、裏に個人番号が刻印1号は警視庁警備部長が保持。記章の色は偽造防止の為不定期に変更される。通称“SPバッジ”）を上着の衿に付け、大剣に文字が白く染め抜かれた赤いネクタイを締めた地味な色の背広姿が有名だが、実際の活動では周囲に溶け込めるよう、当日の関係者にしか分からないマーク（カラークリップなど）を使っている事も多いという。
また警視庁警備部警護課以外にも警察署長や機動隊長から指定を受けた警察官を指定警護要員として、警護の専門知識や技能の習得を図らせている。これらの要員は、警護実施に際しては優先的に警護陣に加わることになっており、警察署にあっては原則として巡査部長以下、機動隊にあっては警部補以下の階級で、一定の選考基準に該当するもののうちから最も適任者を指定することとされて、警視庁においては、1966年の時点では合計315名が指定を受けていた。これらの指定警護要員には、警備部長から桜花型の第一種警護員徽章が交付され、私服で警護にあたる場合はこれを着用することになっており、他の道府県警察所属の指定警護要員にも同様の徽章が交付されている。
SPは端整な身なりが求められ、髪型も例外ではない（以前、男性SPには七三分けが多かったが、規定があるわけではない）。それにもかかわらず、上着の前を開けたままなのは、いざというときに裾を払って腰や脇に携行している装備品を素早く取り出すためである。また、眼鏡の着用はしない。2024年には、機動隊員とともにSPについても、必要に応じてサングラスを着用することが認められた。なおUSSSではサングラスを着用する場合もあるが、一般的なイメージとは異なり常に着用するわけではなく、服装規定にも定めはない。
さらに、警護中はトイレに行くことが制限されるため、水分摂取には特に気を配っている。夏場の任務につく際には、熱中症予防のため保冷材を上着の内側やポケットに入れたり、胸や背中に保冷剤を装着した下着を身につけることが認められている。
大規模災害等が発生し、首相や閣僚や各党の党首が防災服着用で現場の指揮を執りまた被害視察に入る際は、SPもスーツを着用せず、出動服の襟にSPバッジを装着し、装備品を収めたウエストポーチを携行する。他方、道府県警察の警護員は、私服または出動服を着用して災害現場に赴く。
昭和時代は要人の方を注視し、要人に近づく不審者に対応する方法が取られていたが、1992年の金丸信自民党副総裁狙撃事件をうけて、群衆側に向き合って不審な動きを事前に把握する形に転換するよう警察庁が指示を行った。レーガン大統領暗殺未遂事件で負傷した元USSS警護官であるティム・マッカーシーは、日本警察の警護要員の所作は、一般的には高度な水準にあると評している。
車両移動の際の車列は、基本パターンとしては、まず本隊に先行して経路上の異常を確認する車両があり、続いて車列本隊、随行車、そして殿の規制解除車という順になるが、普段の移動時は規制解除車は省かれることが多い。車列本隊は、警護対象者が乗った車両の前に1両、後方に2両の警護車がつくことを基本とし、交差点などでは後方の警護車のうち1両が警護対象車の側面カバーに入るが、こちらも、警護対象車の前方の警護車は通常のパトカーに変更され、後方の警護車も1両に減らされる場合も多い。

## 装備

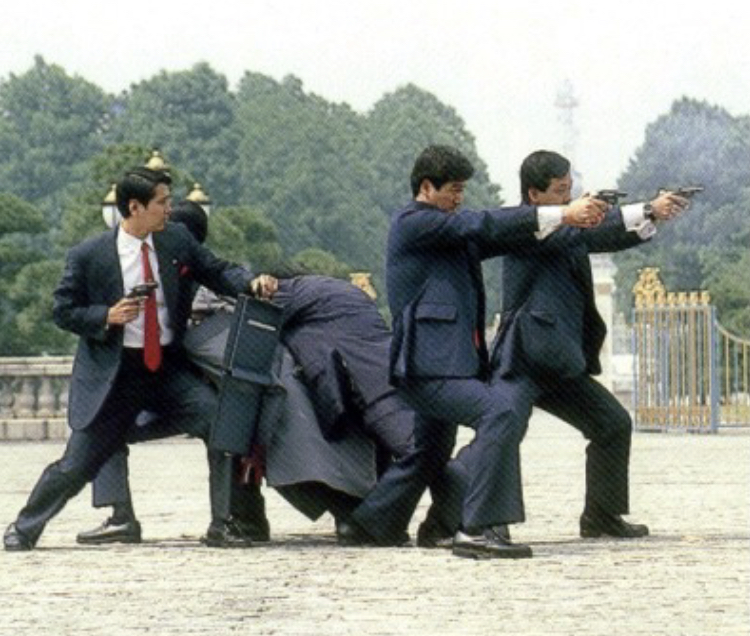
折りたたみ式の盾を展開して警護対象者を庇い、拳銃を構える警護員

### けん銃
警察官の拳銃携行が一般的ではなかった大日本帝国憲法下の時代にも、特別警備隊とともに、要人警護の要員は拳銃を携行することが多く、特別警備隊を含む制服要員では.32ACP弾を使用するコルトM1903やFN ブローニングM1910、警護員を含む私服要員では.25ACP弾を使用するコルト・ベスト・ポケットやFN ポケット・モデル M1906が多く用いられた。
1975年のSP制度発足当時に公開された写真では、SPの装備する拳銃はこれら戦前のものを引き継いで、ブローニングM1910やコルト・ベスト・ポケットが多く用いられていた。その後、1970年代末頃に220挺程度のワルサーPPK（.32ACP弾仕様）が輸入されて、SPの警護官などに配備されたといわれている。これは福田赳夫内閣時代に首相またはいずれかの大臣が西ドイツを訪問した際にドイツ製品の輸入を求められたためとも、警視庁装備調達課の責任者がドイツ製品を好んだためとも、ドイツ赤軍のテロリズムに直面したドイツの警察が9x19mmパラベラム弾仕様の大型拳銃に転換したために余剰となったPPKを放出したためとも言われている。
しかしPPKは威力不足が指摘されたためか追加輸入は行われず、しばらく国産のニューナンブM60を用いたのち、1980年代からは、より強力な拳銃が用いられるようになった。一説には、まず西ドイツの警察がPPKの後継としたSIG SAUER P220を試したのち、一回り小さなP225を一定数用いたといわれるが、具体的な情報は公表されていない。
2000年代以降、同じ警備部の銃器対策部隊とともに、H&K P2000の装備が確認されるようになった。また2010年日本APECに先立って2010年4月26日にパシフィコ横浜で行われた公開訓練で、警備課の警察官がグロック社製拳銃を用いていることが報道された。一説には、警備部ではH&K P2000からグロックへの切り替えを進めており、グロック17・19のみならず、サブコンパクトモデルを含めて、かなりのバリエーションを使っているともいわれる。

### その他の個人装備
警察無線を聴取するためのイヤホン用の透明チューブは、2000年頃までは警視庁のSPのみが用いていたが、2000年代後半には他の道府県警でも用いられるようになった。送信用のマイクとしては手の中や袖口に小型のマイクを付けることが多いが、先着警護員や指揮官的なSPは、署活系などと同サイズのマイクを使うこともある。
警護対象者の至近に配置されるSPは、ブリーフケースなどのような形状の折り畳み式防弾盾・防刃盾を携行する。被襲撃時には警護対象者の周りで盾を広げ、銃弾から守るとされている。

### 車両

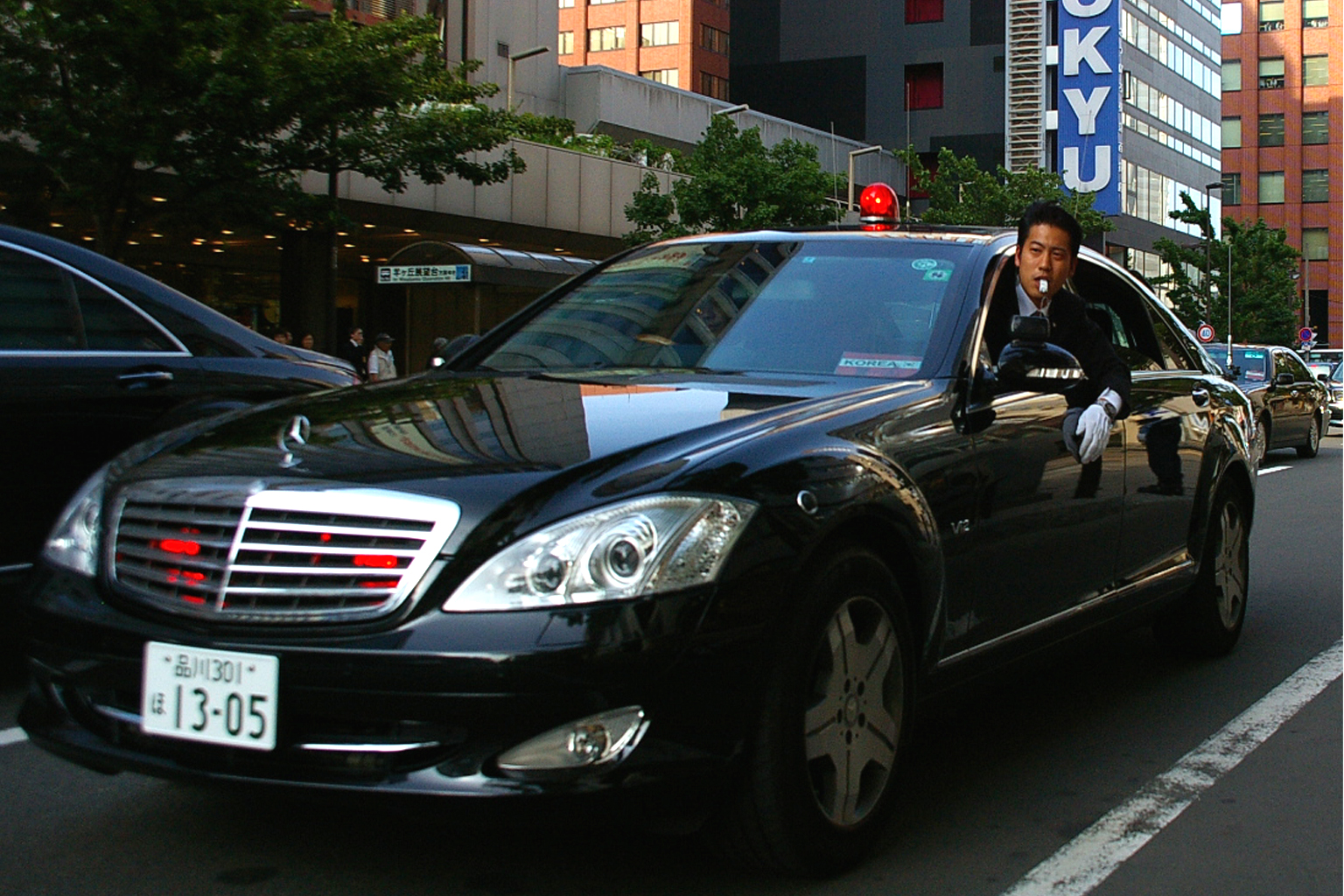
車列警護に使用されるメルセデス・ベンツS600

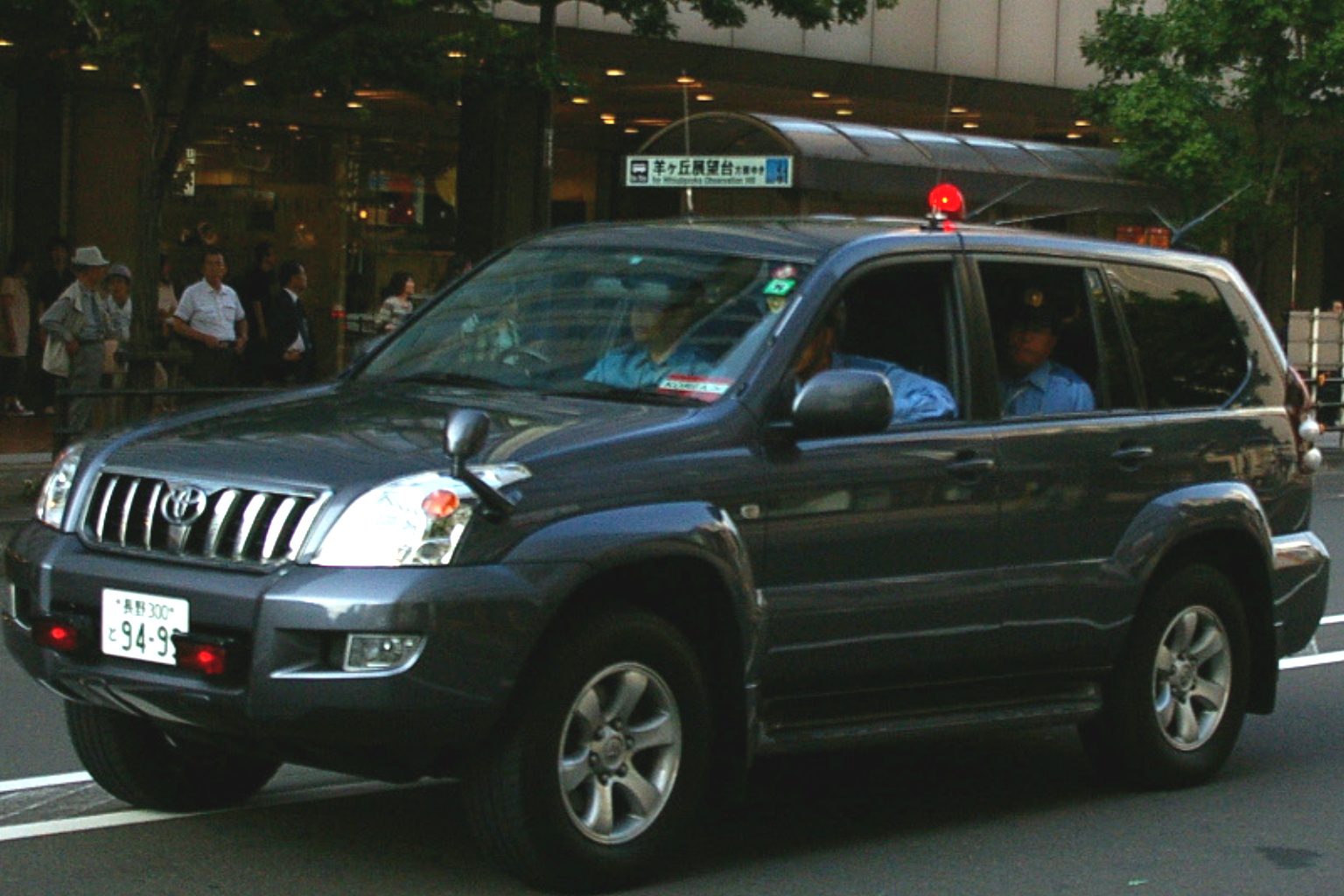
車列警護に使用されるランドクルーザープラド

警護車にはセダン型からSUV型まで様々な車種が存在し、下記のような車両の使用が確認されている。
- メルセデス・ベンツ・S600L
- トヨタ・センチュリー
- トヨタ・セルシオ（30系）
- トヨタ・クラウンマジェスタ
- トヨタ・クラウンロイヤルサルーン
- トヨタ・ハイラックスサーフ
- トヨタ・ランドクルーザー
- 日産・フーガ450GT
- 日産・スカイライン350GT
- 日産・ティアナ350JK/JM
- 日産・セドリッククラシックSV
- 三菱・デボネア
- 三菱・パジェロ
- ホンダ・レジェンド
- いすゞ・ビッグホーン
- スバル・レガシィB4・BP

## 警護対象者
日本では警察官による警護対象者は警察法施行令第13条に基づく警護要則により「内閣総理大臣、国賓その他身辺に危害が及ぶことが、国の公安に係ることとなるおそれがある者として警察庁長官が定める者」とされている。
具体的な警護対象は、内閣総理大臣、衆議院議長、参議院議長、最高裁判所長官の三権の長、衆議院副議長、参議院副議長、国務大臣、総理大臣経験者、与野党党首、与党の幹事長、政務調査会長、総務会長、参議院議員会長、参議院幹事長、主要国駐日大使、地方公共団体の首長。なお、アメリカのシークレットサービスは大統領の家族も含めて警護するよう規定されているが、日本の場合は内閣総理大臣の家族は警護対象者ではなく、SPは総理大臣を警護しても通常はその家族までは警護しない。ただし、有事の場合はこの限りではなく、2022年7月8日に発生した安倍晋三銃撃事件の際には安倍晋三元内閣総理大臣夫人の昭恵が夫の入院先の病院（奈良県立医科大学附属病院）まで移動する際にSPによる警護が行われた。また、自由民主党幹事長代理を務めた安倍晋三は、幹事長代理在任中、本来は警護対象外の役職であったが、次期総理大臣候補だったことから警護対象となった。
国務大臣については、通常、国務大臣を退任した後は警護対象者で無くなるが、法務大臣在任中に麻原彰晃をはじめとしたオウム真理教事件の死刑囚の死刑執行を命じた上川陽子は、信者らによる報復措置の懸念から法務大臣退任後も警護対象となった。また、国務大臣退任後、政府や党の要職につかず警護対象者から外れた高市早苗もインターネット上で加害予告を受けたことから、第50回衆議院議員総選挙の選挙運動期間中は警護官がつけられることとなった。
国会に議席を有する政党の代表者についても、必要に応じて警護を行なう。これらは「要請出動」と呼ばれる警護で、要請がなければ警護しない。主要政党の代表者は国政に重要な位置を占めていても法律的には警護対象者ではない為である。原則として、一般の国会議員に対しSPが警護にあたることはなく（前述の例外を除く）、それぞれの国会議員は警備会社のボディーガードを個別に依頼している。ただし、その発言や政策などで、暴力団や右翼団体、過激派などから命を狙われる危険のある国会議員には、要請出動がなされる場合もある。また、国会議事堂内では衛視が身辺警護を務めている。立法府が行政府の警察に警備を委ねるのは好ましくないという理念から、議院警察権を行使し、議院記章のない警察官は国会議事堂内に立ち入ることはできない。
大都市である東京都、大阪府および成田国際空港を抱える千葉県の知事には各都府県警察の警護が付せられ、埼玉県知事経験者の土屋義彦は、全国知事会長在任中に県警の警護官がつけられた。このほか、昭和天皇の戦争責任発言をめぐり、1990年に狙撃され重傷を負った本島等長崎市長や産業廃棄物処理施設建設をめぐり、1996年に襲撃され重傷を負った柳川喜郎岐阜県御嵩町長にも事件後に県警の警護官がつけられた。
駐日大使では、中華人民共和国、イスラエル、アメリカ合衆国、いわゆる紛争当事国等、国際政治の中で機微に触れる外交問題を抱える国家の特命全権大使には、大使館関係者や先方が雇用している警備員によるボディーガードに加えて、SPによる警護がついている。
民間人においては、唯一、日本経済団体連合会（経団連）の現役会長がSPによる警護を受けていた。経団連会長にSPがついていた期間は、野村秋介率いる三島由紀夫派の右翼団体による経団連襲撃事件が起きた1977年から、2010年までの33年間であった。かつてない不景気の中で、正規雇用の増加を目指した鳩山由紀夫首相と、非正規雇用の増加と、正社員を一人でも多く非正規労働者へと転身させることによって、不景気を克服することを要望する経団連との対立が決定的となったのと同じ時期に、警察庁警備局から警視庁に異例の指示が下され、警護対象から除外された。現在、民間人の立場にSPによる警護を受けている者はいない。

## SPの活動をテーマにした作品
映画
- マルタイの女（伊丹十三監督）
- SP THE MOTION PICTURE（波多野貴文監督）
- 藁の楯（三池崇史監督）

漫画
- SP セキュリティポリス（国友やすゆき）
- SP 警視庁警備部警護課第四係（灰原薬）

小説
- 防壁（真保裕一）
- 藁の楯（木内一裕）
- 官邸襲撃（高嶋哲夫）

ドラマ
- 動く壁 -総理大臣を守るため命を賭ける警視庁SP!-（フジテレビ金曜エンタテイメント）
- 踊るレジェンドドラマスペシャル「警護官 内田晋三」（フジテレビ）
- SP 警視庁警備部警護課第四係（フジテレビ）
- Gメン'75（TBS）
- SP〜警視庁警護課（テレビ朝日）